# 大日方純夫
大日方 純夫（おびなた すみお、1950年12月17日 - ）は、日本の歴史学者。早稲田大学文学学術院名誉教授。専門は日本近代史（政治史・警察史・社会史）。
長野県上水内郡中条村（現長野市）出身。日本、中国、韓国の研究者、教育者が共同で執筆にあたった『未来をひらく歴史―東アジア3国の近現代史』の日本側の編集委員長を務め、2005年に日本ジャーナリスト会議特別賞を受賞した。

## 経歴
- 1969年 長野県長野高等学校卒業
- 1973年 早稲田大学第一文学部日本史専修卒業[1]
- 1978年 早稲田大学大学院文学研究科博士課程単位取得満期退学[1]
- 1983年 東京都立商科短期大学講師
- 1986年 助教授
- 1991年 教授
- 1993年 早稲田大学より文学博士号[1]
- 1996年 東京都立短期大学教授
- 1999年 早稲田大学文学学術院教授
- 2005年 日本ジャーナリスト会議特別賞を受賞
- 2007-11年 早稲田大学文化構想学部・文学部学部長
- 2021年 早稲田大学を定年退職

## 韓日中共通歴史教科書
2005年に日本・中国・韓国の研究者が編集した学校副教材『未来をひらく歴史』の執筆者であり、2010年には俵義文らと『日本の歴史歪曲教科書を正すため』として2冊目を出した。
この件について、当時毎日新聞ソウル支局長だった下川正晴は、大日方がハンギョレ新聞（2005年5月15日）のインタビューで「2005年春に出版することが実践的な課題だった」と発言しており、2005年の『新しい歴史教科書・改訂版』の検定・採択に対抗することが先決だったためだろうと推測している。また、下川は歴史記述に政治的運動を介入させるなら、その歴史記述の質が、無残なまでに低下するのは明らかであり、歴史研究者としては自殺行為であり、まともな歴史研究者の中では『未来をひらく歴史』に対する評価はきわめて低いと批判している。

## 著書

### 単著
- 『天皇制警察と民衆』（日本評論社、1987年）
- 『自由民権運動と立憲改進党』（早稲田大学出版部、1991年）
- 『日本近代国家の成立と警察』（校倉書房、1992年）
- 『警察の社会史』（岩波新書、1993年）
- 『近代日本の警察と地域社会』（筑摩書房、2000年）
- 『はじめて学ぶ日本近代史』上下（大月書店、2002年）
- 『自由民権期の社会　私の最新講義』敬文舎、2012
- 『維新政府の密偵たち　御庭番と警察のあいだ』歴史文化ライブラリー　吉川弘文館、2013 ISBN　	9784642057684
- 『「主権国家』成立の内と外(日本近代の歴史 2)』(吉川弘文館、2016、ISBN　9784642068130)
- 『小野梓 未完のプロジェクト』(冨山房インターナショナル、2016)
- 『世界の中の近代日本と東アジアー対外政策と認識の形成』（吉川弘文館、2021年 ISBN　9784642039048）
- 『唱歌「蛍の光」と帝国日本』歴史文化ライブラリー 558、吉川弘文館、2022年10月、ISBN 9784642059589
- 『近現代日本の警察と国家・地域』（日本評論社、2024年）
- 『早稲田大学の学祖 小野梓』（早稲田大学出版部、2024年）

### 共著
- （安在邦夫・佐藤能丸・須崎慎一・山本悠三）『日本の近代―国家と民衆』（梓出版社、1991年）
- （安在邦夫・佐藤能丸・須崎慎一・山本悠三）『日本の現代―平和と民主主義』（梓出版社、1994年）
- （山田朗・山科三郎・石山久男）『君たちは戦争で死ねるか―小林よしのり『戦争論』批判』（大月書店、1999年）
- （板垣竜太、大日方純夫、笠原十九司、金富子、糀谷陽子、斎藤一晴、柴田健、宋連玉、田中行義、俵義文、坪川宏子、松本武祝、丸浜江里子ほか）『未来をひらく歴史―東アジア3国の近現代史』（高文研、2005年）

## 参考
- セブンネットショッピング
- J-GLOBAL